# Leopold Königstein
Leopold Königstein, né en 1850 et mort en 1924, est un chirurgien ophtalomogiste viennois qui a travaillé sur les propriétés anesthésiantes de la cocaïne, aux côtés de Carl Köller et de Sigmund Freud.
Sigmund Freud a isolé l'intérêt de la cocaïne avant son collègue et ami Köller. Il dut s'absenter par la suite et chargea Leopold Königstein de continuer les expérimentations. Köller et lui publièrent leur résultat, sans citer le travail de Freud. Celui-ci revient sur cet épisode en 1900 dans une notice de son livre L'Interprétation des rêves.

## Œuvres de Leopold Königstein
- Praktische Anleitung zum Gebrauch des Augenspiegels für Studirende und praktische Ärzte, Urban & Schwarzenberg, 1889
- Die Anomalien der Refraction und Accommodation: praktische Anleitung zur Brillenbestimmung, Braumüller, 1895
- Beobachtungen über die Nerven der Cornea und ihre Gefässe, K. k. Hof- und Staatsdruckerei, 1877